# Stichting Radio Examens
De Stichting Radio Examens (SRE) organiseert sinds 2008 in Nederland de examens voor afleggen van het staatsexamen radiozendamateur. Het is erkend als Examinerende Instelling. De examens die worden afgenomen worden samengesteld door het Agentschap Telecom, van het Ministerie van Economische Zaken en Klimaat.
Van 1929 tot 2008 werden deze examens door de overheid afgenomen. Vanaf 2008 is het afnemen van de examens geprivatiseerd. Op 2 oktober 2008 hebben de VERON en VRZA gezamenlijk de Stichting Radio Examens (SRE) opgericht. Haar eerste examen organiseerde de SRE op 3 december 2008 in Amersfoort.
De stichting is aangewezen als Examinerende Instelling en organiseert meerdere malen per jaar de examens voor radiozendamateur, categorie N en F. De examens worden afgenomen op verschillende plaatsen in het land.
Radio(zend)amateurs verkrijgen na het succesvol afleggen van het examen, waarin kennis over techniek en regelgeving wordt getoetst, een registratie waarmee zij toestemming krijgen om gebruik te maken van de voor de amateurdienst toegewezen frequentieruimte.